# Jhinsen
Иван Ђурђевић, познатији под уметничким именом Jhinsen (Београд, 23. мај 1997), српски је музички продуцент и један од чланова продукцијске куће Генерација Зед.

## Каријера
Музиком је почео да се бави 2012. године и у почетку се бавио креирањем електронске музике за инострано тржиште. На српску сцену је ушао 2017. године када је сарађивао са српском групом Company, за које је продуцирао прво песму Тантала, а потом и Бело. Током 2020. године започео је сарадњу са Албином, за кога је само током те године продуцирао више од десет песама, међу којима су и Рат и мир и Кутија цигара.
Сарађивао је са креаторима филмског и ТВ серијала Јужни ветар, са којима је радио на продуцирању песама Freak, коју су Ферокс и Москов објавили маја 2021. године, и Улице, коју су октобра 2021. објавиле Теја Дора и Николија.
Иван се током 2022. године прикључио продукцијској кући Генерација Зед, као један од чланова и радио је на продуцирању песама које су објављивали остали чланови. Током 2022. и 2023. године радио је на креирању више од тридесет песама за бројне певаче из Генерације Зед, међу којима су Реља Торино, Зера, Хени, Нући, Бресквица, Попов и други.
Поред Генерације Зед, Jhinsen је продуцирао песме и за певаче попут Ане Кокић, Николије, Анастасије Ражнатовић, Сање Вучић, Теје Доре и других.
Био је у вези са српском певачицом и јутјуберком Барби Африком.

## Дискографија

### Као продуцент
- Company, Тантала (2018)
- Company, Бело (2019)
- Албино, Рат и мир (2020)
- Албино, Свјестан (2020)
- Албино, 4x4 (2020)
- Nina Storm, Бани (2020)
- Албино, Нина Тодоровић, 30. фебруар (2020)
- Албино, Зови (2020)
- Албино, Кутија цигара (2020)
- Nina Storm, Ти ми ниси друг (2020)
- Албино, Побједа (2020)
- Албино, Љубав није за будале (2020)
- Албино, Swipe up (2020)
- Албино, Тара, Рат и мир (ремикс, 2020)
- Nina Storm, Црни пантер (2020)
- Диадора, Аурора 3000, Капље (2020)
- Ferox, Москов, Бејби (2021)
- Ferox, Москов, Freak (2021)
- Deroloco, Синалоа (2021)
- Seen Enis, Angellina, Калифорнија (2021)
- Bradda, Огледало (2021)
- DeroLoco, Лидија (2021)
- Bradda, Ехо (2021)
- Nina Storm, Свакој другој бивши (2021)
- Албино, Богати нек плачу (2021)
- Bradda, Минут (2021)
- Теја Дора, Николија, Улице (2021)
- Bradda, Лавиринт (2021)
- Мина Врбашки, Кама сутра (2021)
- Bradda, Sha Gleash (2021)
- Никола Миленковић, Леле (2021)
- Николизам, Елена (2021)
- Ана Кокић, Махрина, Лололо (2021)
- DeroLoco, Anabella (2021)
- Trixie, 23 (2021)
- Анастасија, Убица (2022)
- Реља Торино, Приђи (2022)
- Лимени, Henny, X6 (2022)
- Махрина, Змија (2022)
- Реља Торино, Нешто у води (2022)
- Зера, Из суботе у петак (2022)
- Nucci, Бебо 3 (2022)
- Ана Кокић, Слатке лажи (2022)
- Реља Торино, Секси, Опасна (2022)
- Бресквица, Лутка (2022)
- Henny, Мартини (2022)
- Зера, Олако (2022)
- Попов, Лето (2022)
- Бресквица, Лептир (2022)
- Реља Торино, Поповска, Хаос, лом (2022)
- Амна, Топи ме (2022)
- Зера, Бараба (2022)
- Nucci, Опанци (2022)
- Попов, Мики Мики (2022)
- Henny, Bratz (2022)
- Секси, Бандра, Тачна картица (2022)
- Зера, Калаши (2022)
- Попов, Чик погоди (2022)
- Фран, Ламба (2022)
- Henny, Бресквица, Сава и Дунав (2022)
- Сања Вучић, Nucci, Ђердан (2022)
- Теја Дора, Вози ме (2022)
- Бресквица, Лош (2022)
- Реља Торино, Поповска, Кокакола (2022)
- Зера, Над****а (2023)
- Попов, Куку леле (2023)
- Бресквица, Теодора, Дрифт (2023)
- Зера, Henny, Твоје име (2023)
- Хени, Бејбе (2023)